# Мызина, Светлана Дмитриевна
Светлана Дмитриевна Мызина (род. 10 октября 1941) — профессор кафедры молекулярной биологии и биотехнологии ФЕН НГУ, кандидат химических наук, зам. директора ИХБФМ СО РАН по научной работе и образовательной деятельности, лауреат Медали ордена «За заслуги перед Отечеством» II (1999) и I степени (2008), лауреат Премии Правительства РФ в области образования (2000, совместно с Д. Г. Кнорре). Автор учебников «Биохимия», «Биоорганическая химия», многократно переизданных в России и изданных за рубежом.

## Биография
В 1964 году окончила Новосибирский государственный университет (отделение химии), с 1965 года — ассистент кафедры физической химии ФЕН НГУ, в 1970 году поступила в аспирантуру ФЕН НГУ, с 1975 года — заместитель декана ФЕН НГУ, в 1976 году защитила кандидатскую диссертацию, с 1975 года преподаватель, затем доцент (1983) кафедры молекулярной биологии ФЕН НГУ, с 1983 года — сотрудник Новосибирского института биоорганической химии СО АН СССР (ныне Институт химической биологии и фундаментальной медицины СО РАН), с 1984 г. — ученый секретарь института. Кандидат химических наук (1976), доцент (1983), профессор. В НГУ читает курс «Биохимия» студентам биологического отделения ФЕН. Автор нескольких статей, посвященных химии нуклеиновых кислот, в рецензируемых научных журналах и 10 монографий и учебников по биохимии и биоорганической химии.

## Награды и достижения
- почетная грамота Министерства образования и Правительства РФ (1999)[4]
- лауреат Медали ордена «За заслуги перед Отечеством» II степени (1999)
- лауреат Премии Правительства РФ в области образования (2000, совместно с Д. Г. Кнорре)
- лауреат Медали ордена «За заслуги перед Отечеством» I степени (2008)[5]
- почетная грамота СО РАН (2017)
- Благодарность Президента Российской Федерации (2023) [6]

## Основные работы
- Кнорре Д. Г., Мызина С. Д. Биологическая химия: Учеб. для хим., биол. и мед. спец. вузов. — 2-е изд.,перераб. и доп. — М.: Высшая школа, 1998, P. 479 с.[7]
- Кнорре Д. Г., Мызина С. Д. Биологическая химия: Учеб. для студентов хим., биол. и мед. спец. вузов. 3-е изд., испр. — М.: Высшая школа, 2002, 480 с.
- Knorre D.G., Myzina S.D. Biochemistry: A manual for universities. — Nova Science Books and Jrnls, New York. 1998, P. 459 p.
- Мызина С. Д., Халимская Л. М. Биологическая роль химических элементов. Учебное пособие. НГУ. Новосибирск, 2004, 70 с.
- Мызина С. Д., Халимская Л. М. Биологически активные соединения. Витамины, гормоны и биорегуляторы. Учебное пособие. НГУ, Новосибирск. 2006, P. 72 с.
- Бунева В. Н., Кудряшова Н. В., Воробьев П. Е., Мызина С. Д. Биохимия: задачи и упражнения: Учебное пособие. Новосиб. гос. ун-т. Новосибирск. 2006. 88 с.
- Кудряшова Н. В., Мызина С. Д. Физиологическая химия. Химические аспекты физиологических процессов. Программа курса. Новосибирск: Изд-во НГУ. 2007. 24 с.
- Кудряшова Н. В., Мызина С. Д. Физиологическая химия. Химические аспекты физиологических процессов: Учебн. пособие.- Новосибирск: Изд-во НГУ. 2008. 152с.
- Кудряшова Н. В., Мызина С. Д. Физиологическая химия. Химические аспекты физиологических процессов. Часть 4-5. Учебн. пособие в 7 частях. 2009. Новосибирск: Изд. НГУ, 180с. (Уч.-изд. л. 11,2).
- Тамкович С. Н., Мызина С. Д., Загребельный С. Н. Электрофорез биополимеров. Учебно-методическое пособие. Новосибирск: НГУ. 2009. 46с.
- Мызина С. Д., Халимская Л. М., Тамкович С. Н., Касакин М. Ф., Купрюшкин М. С., Петков А. П. Практикум по биохимии. Хроматография компонентов нуклеиновых кислот. Учебн.-метод. пособие. Новосибирск: 2010. Изд. НГУ, 46с. (Уч.-изд. л. 2,7).
- Тамкович С. Н., Тамкович Н. В., Буракова Е. А., Королева Л. С., Мызина С. Д. Практикум по биохимии. Часть I. Учебно-методическое пособие. Новосибирск: 2010. Изд. НГУ, 84с. (Уч.-изд. л. 5,25).